# Charles Diggs
Charles Coles Diggs Jr. (Detroit, 2 dicembre 1922 – Washington, 24 agosto 1998) è stato un politico statunitense, membro della Camera dei Rappresentanti per lo stato del Michigan dal 1955 al 1980.

## Biografia

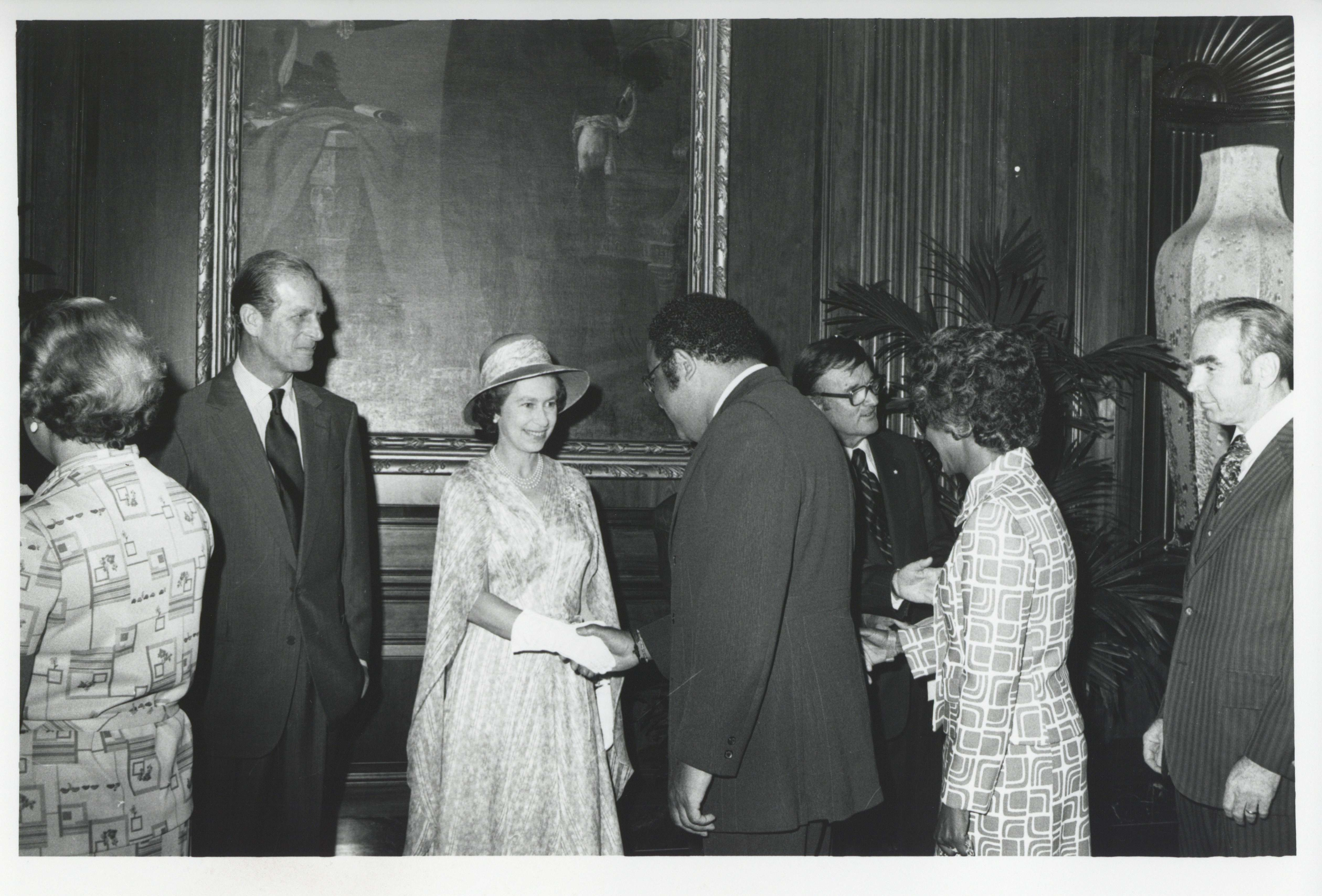
Charles Diggs incontra la regina Elisabetta II nel 1976

Figlio del politico Charles Diggs Sr., nacque a Detroit. Frequentò l'Università del Michigan e l'Università Fisk e prestò servizio nell'esercito. In seguito lavorò come gestore di pompe funebri nell'attività di famiglia, la House of Diggs.
Entrato in politica con il Partito Democratico, tra il 1951 e il 1954 fu membro del Senato del Michigan.
Nel 1954 si candidò alla Camera dei Rappresentanti sfidando nelle primarie il deputato in carica George D. O'Brien. Diggs riuscì a sconfiggerlo e vinse anche le elezioni generali, divenendo così deputato. Negli anni successivi, gli elettori lo riconfermarono per altri dodici mandati.
Charles Diggs fu il primo afroamericano eletto al Congresso dallo stato del Michigan e divenne un volto simbolo del movimento per i diritti civili degli afroamericani. Tre mesi dopo essere entrato in carica come deputato, tenne un discorso pubblico di fronte a circa diecimila persone a Mound Bayou, dove era stato invitato a parlare per la conferenza annuale del Regional Council of Negro Leadership.
Nello stesso anno, fece ritorno in Mississippi per prendere parte al processo contro gli assassini di Emmett Till, un adolescente afroamericano ucciso per motivi razziali durante un viaggio nello stato. Nonostante Diggs fosse un deputato del Congresso, lo sceriffo locale lo sottopose alla segregazione secondo le leggi Jim Crow, facendolo sedere ad un tavolino insieme ai giornalisti neri. Poco dopo la conclusione del processo, Charles Diggs aiutò uno dei principali testimoni, il diciottenne Willie Reed, a mettersi in fuga dalle possibili ritorsioni e lo accompagnò personalmente a Detroit, dove il giovane cambiò identità.
Fu un accanito sostenitore dei diritti degli afroamericani, chiedendo pubblicamente all'allora Presidente Dwight D. Eisenhower di convocare una seduta speciale del Congresso per discutere del tema. Accusò i colleghi deputati che manifestavano idee separatiste, tra cui John Rarick, da lui definito "il principale razzista del Congresso".

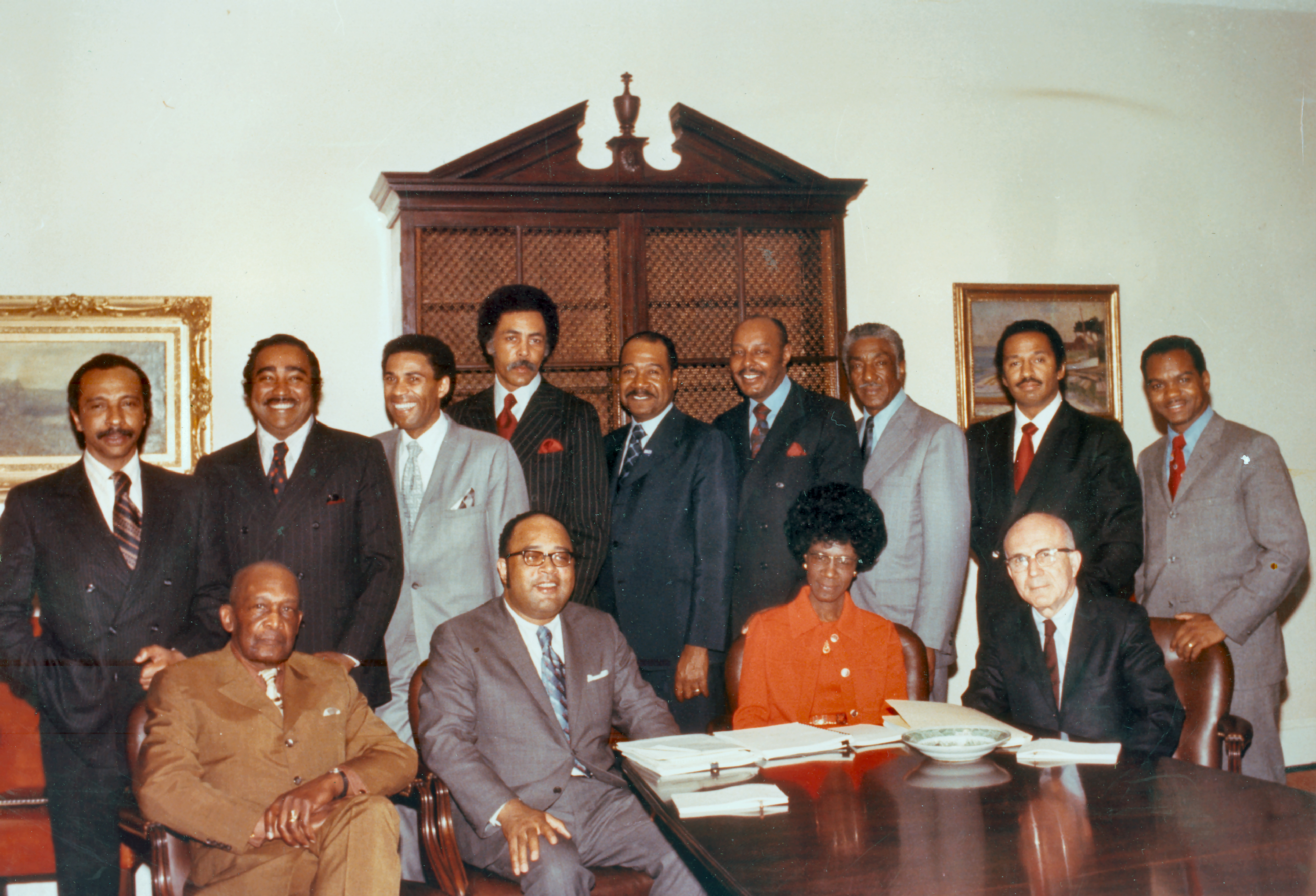
Diggs e gli altri membri fondatori del Congressional Black Caucus

Diggs fu inoltre presidente della sottocommissione Africa in seno alla commissione per gli affari esteri: in questa veste, invocò strenuamente la necessità di porre fine all'apartheid in Sudafrica; manifestò il suo sostegno alla lotta armata contro l'apartheid e criticò il governo statunitense per non averla appoggiata. Denunciò inoltre gli affari economici di alcune aziende statunitensi che a suo dire sostenevano l'apartheid e, per tali motivi, gli venne vietato formalmente l'accesso in Sudafrica da parte del governo locale.
Fu membro fondatore e primo presidente del Congressional Black Caucus. In questo ruolo, guidò il boicottaggio di un discorso sullo stato dell'Unione del Presidente Richard Nixon, poiché questi aveva rifiutato un incontro per discutere di questioni rilevanti per la comunità afroamericana. Per questo motivo, Diggs venne incluso nella lista segreta dei principali oppositori di Nixon, stilata dal fidato consigliere presidenziale Charles Colson.
Nel marzo del 1978, Diggs fu accusato di aver preso tangenti da membri dello staff a cui aveva aumentato gli stipendi. Fu condannato ad ottobre per undici capi d'accusa di frode. Il deputato sostenne di non aver fatto nulla di male e nel frattempo, in attesa della sentenza, venne rieletto. Fu censurato dalla Camera il 31 luglio 1979 e si dimise dal Congresso il 3 giugno dell'anno seguente. Venne condannato a tre anni di carcere, scontandone quattordici mesi.
Charles Diggs morì a seguito di un ictus nell'agosto del 1998, all'età di settantacinque anni.